# Kapit (Sarawak)
 (février 2025).
Si vous disposez d'ouvrages ou d'articles de référence ou si vous connaissez des sites web de qualité traitant du thème abordé ici, merci de compléter l'article en donnant les références utiles à sa vérifiabilité et en les liant à la section « Notes et références ».
Kapit est une ville de l'état du Sarawak, en Malaisie, sur l'île de Bornéo. C'est la capitale du District de Kapit dans la Division de Kapit. C'est une ville portuaire située le long du fleuve Rajang.

## Faune et flore
Magnolia mariusjacobsia est un arbre trouvé à Kapit.

## Galerie

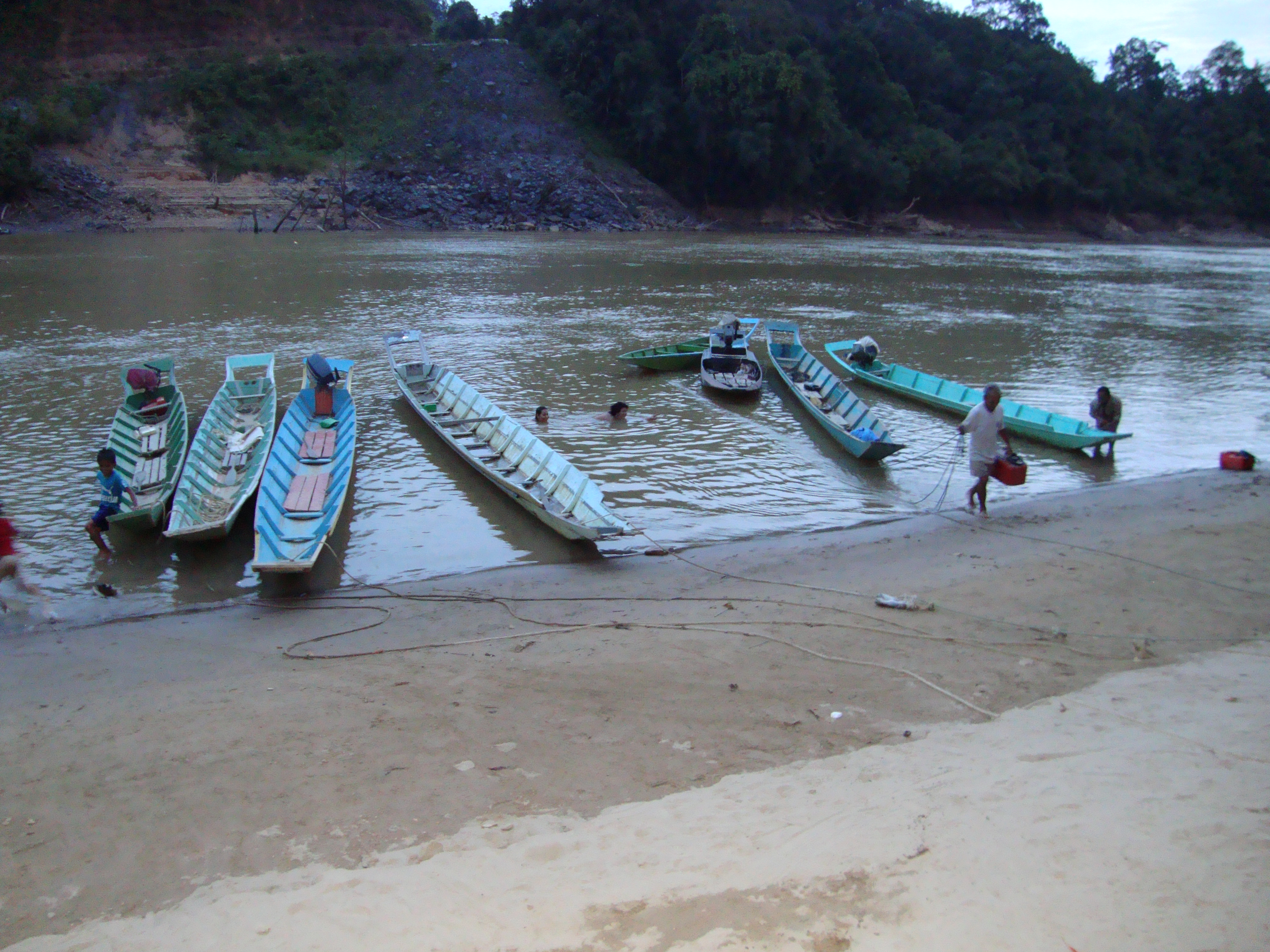
Parc à bateaux longs à Batu Bansu.
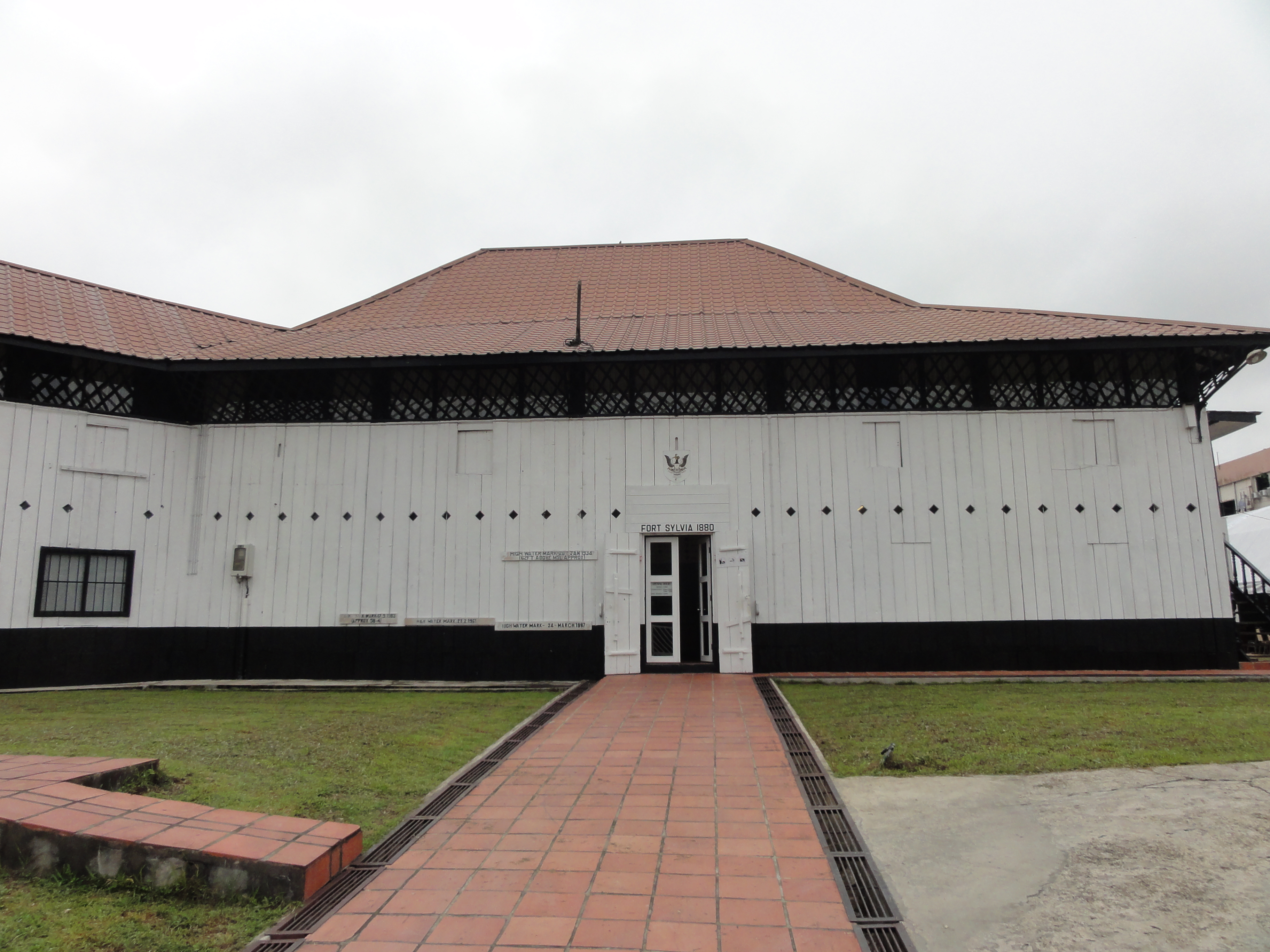
Fort Sylvia (construit en 1880).
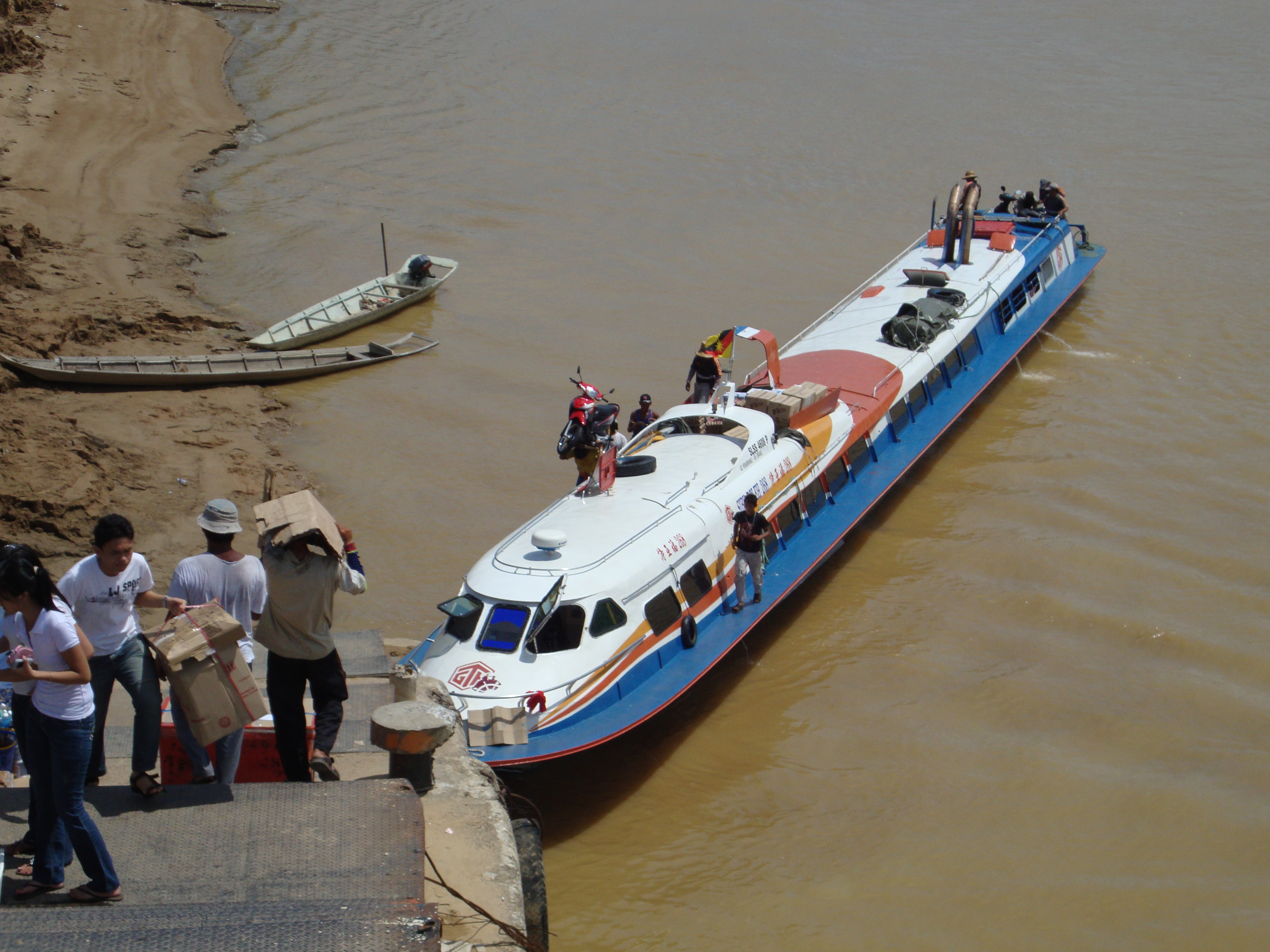
Un bateau moderne.
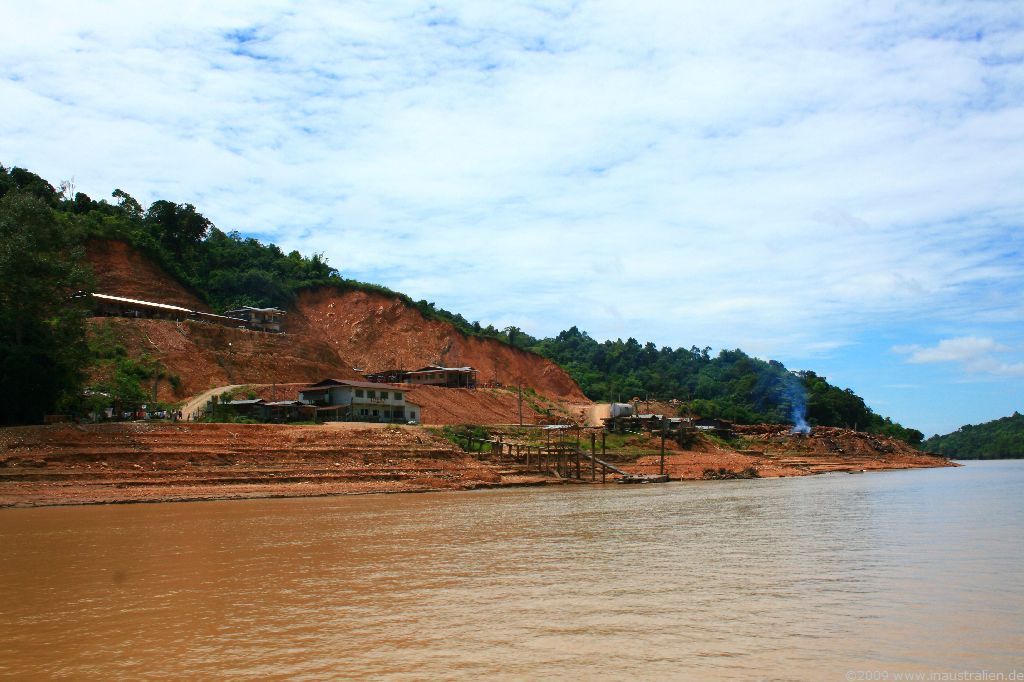
Un camp le long du fleuve, près de Kapit.
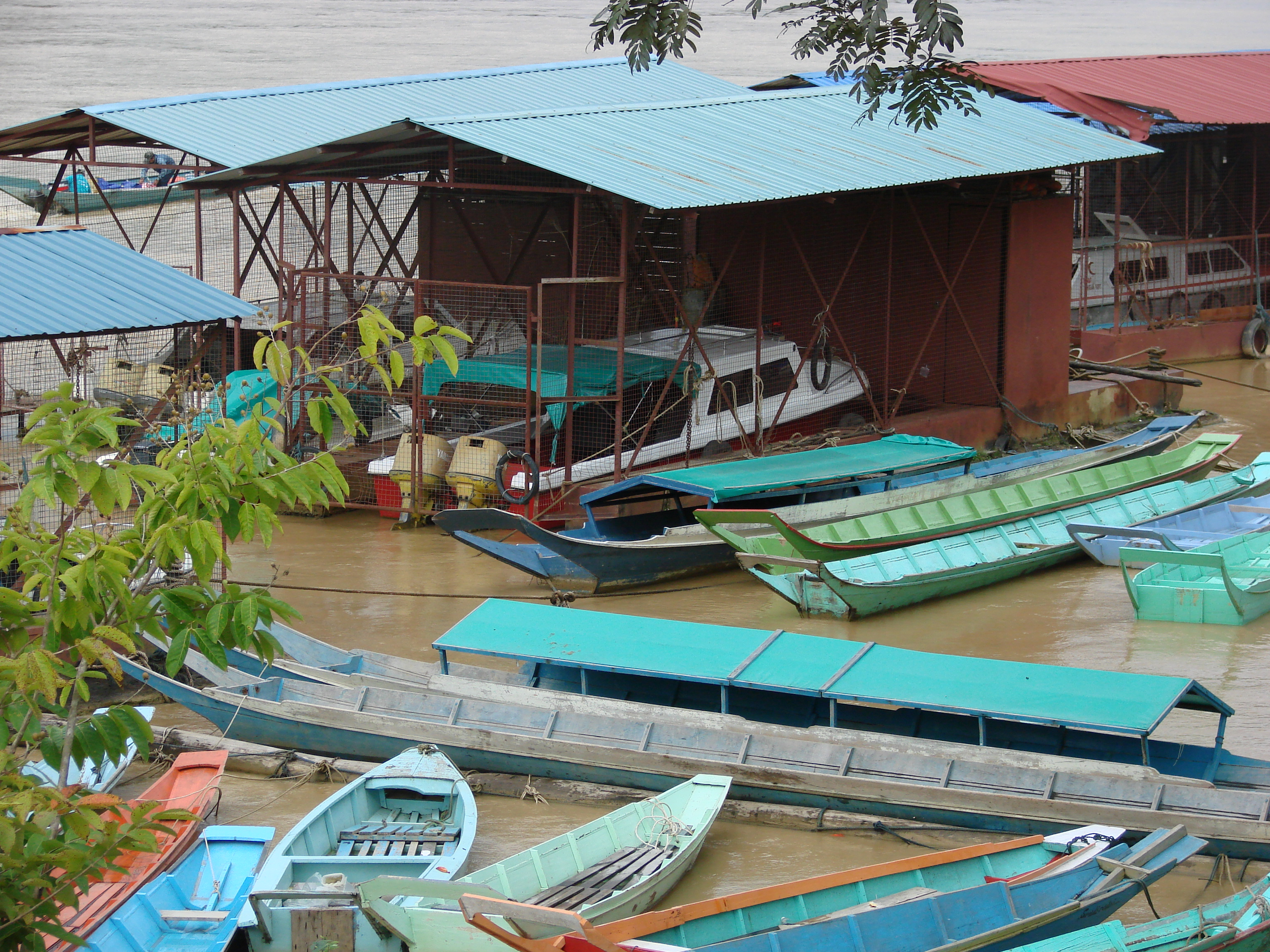
Bateaux à Kapit.
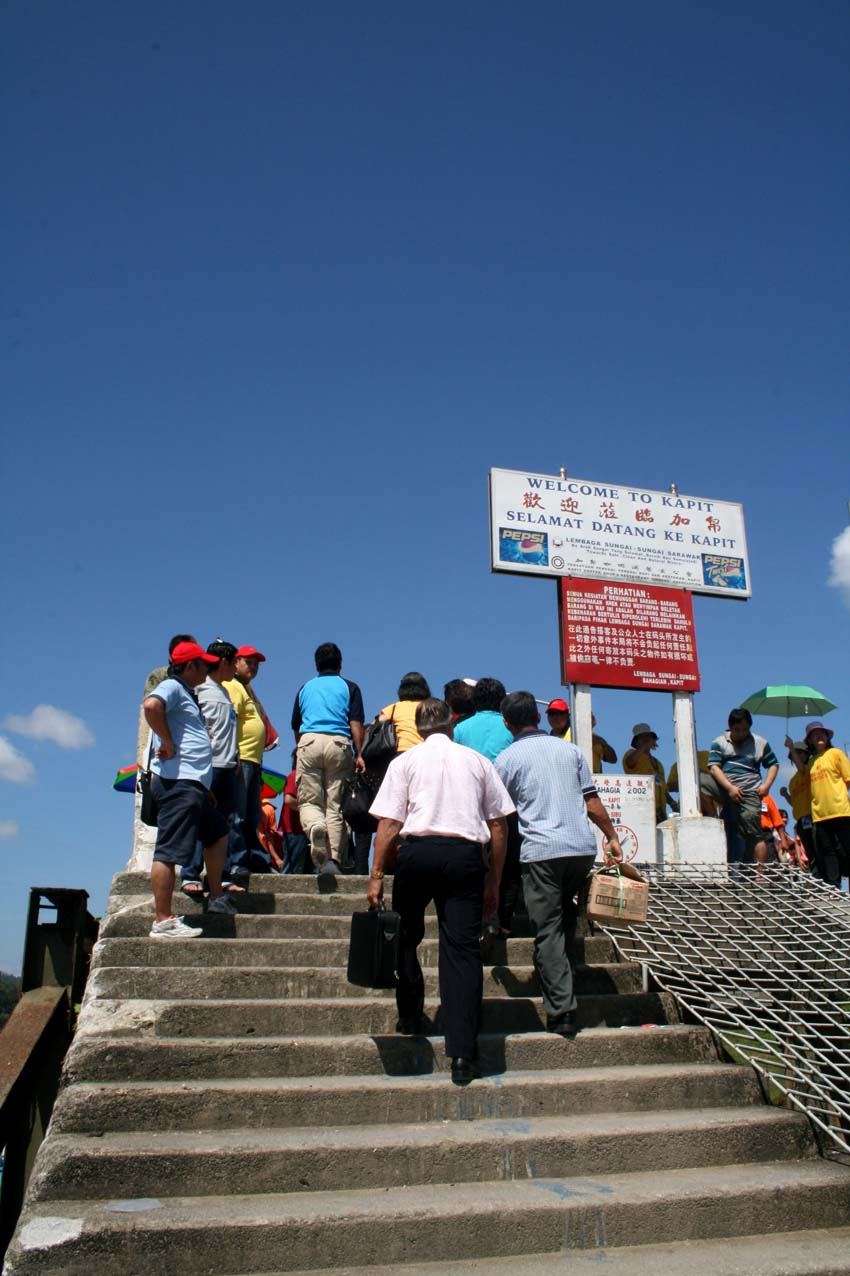
Escaliers à la sortie des quais à Kapit.
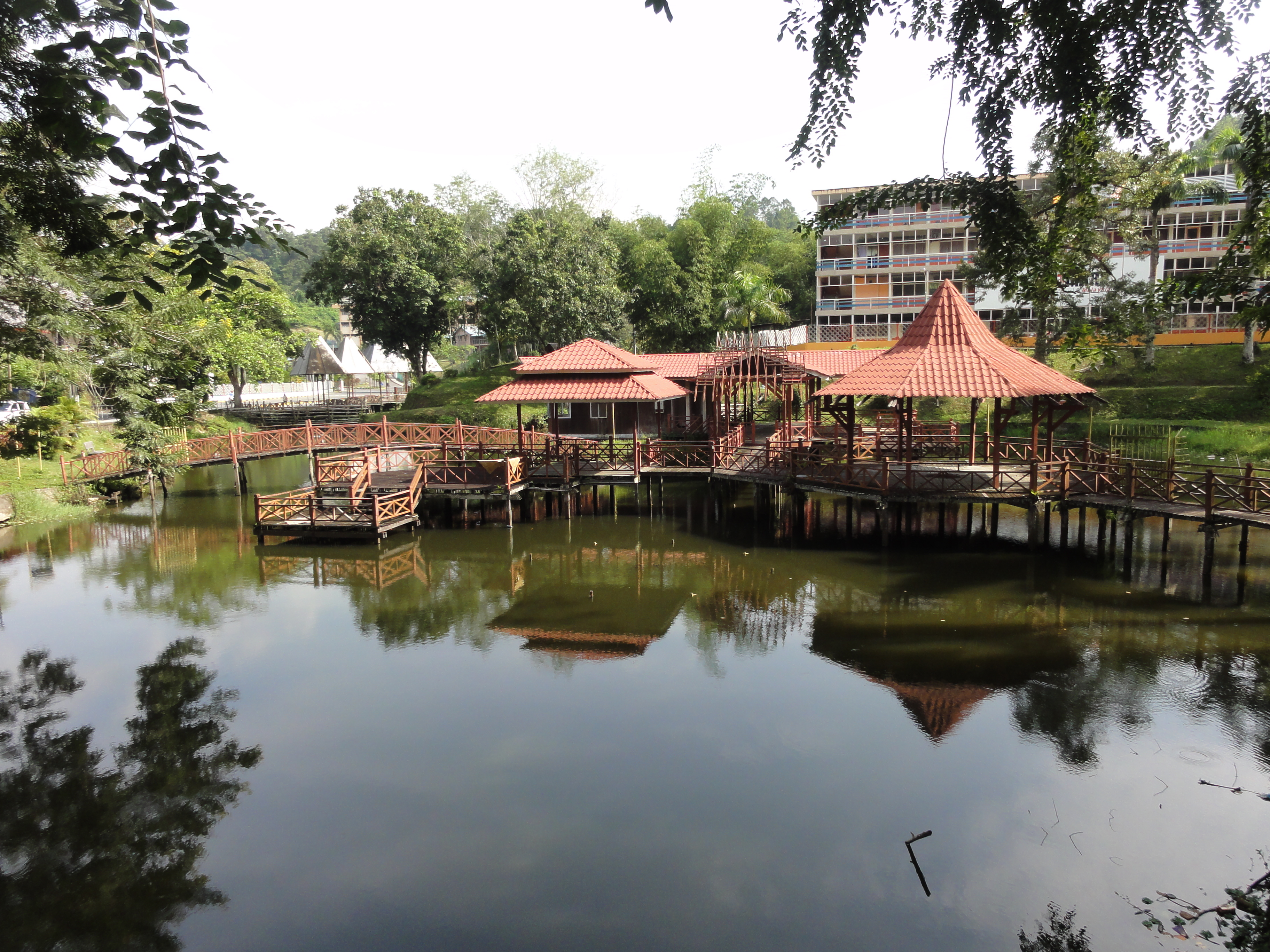
Turtle pond (la mare aux tortues).
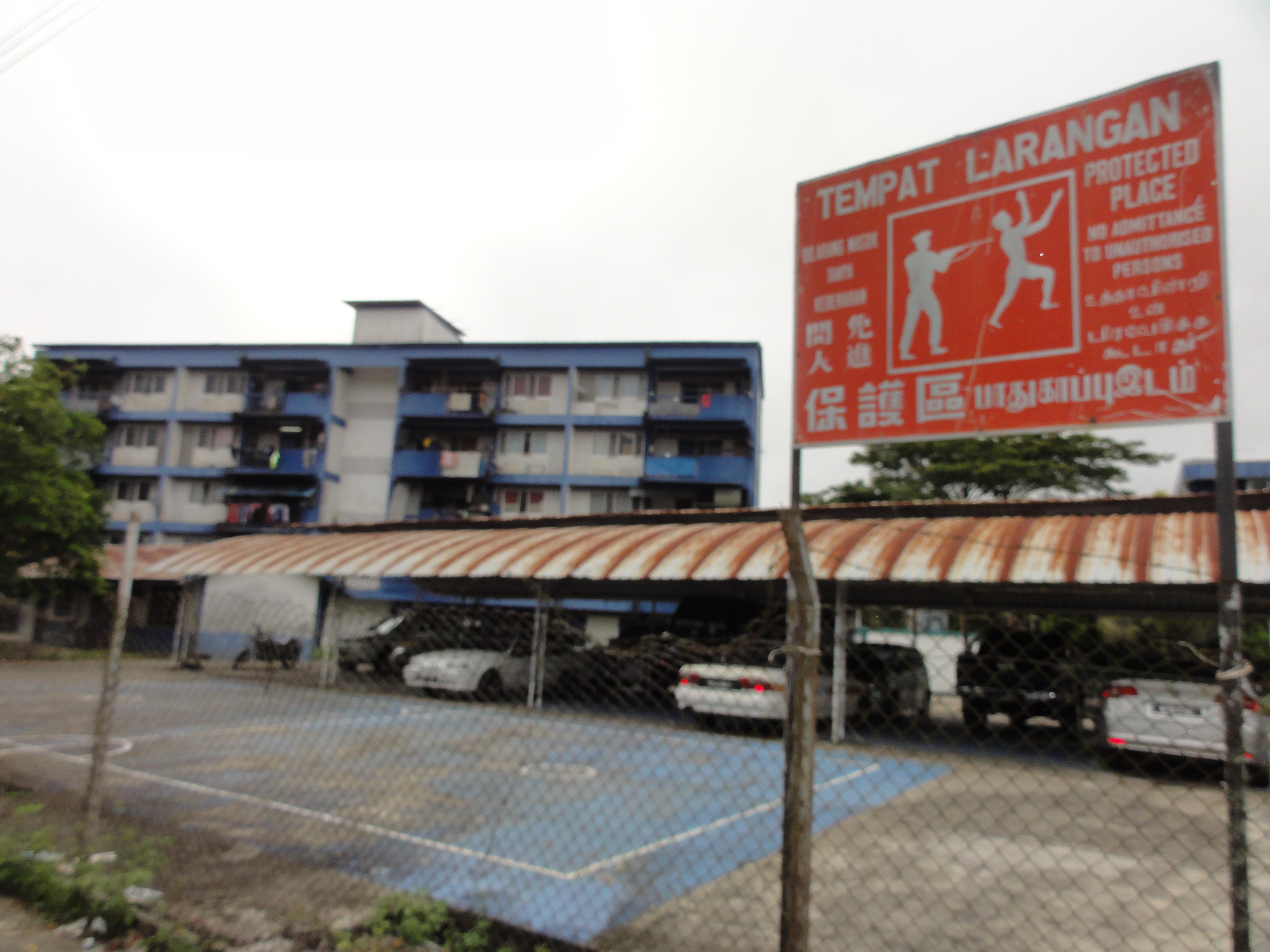
Panneau d'avertissement.
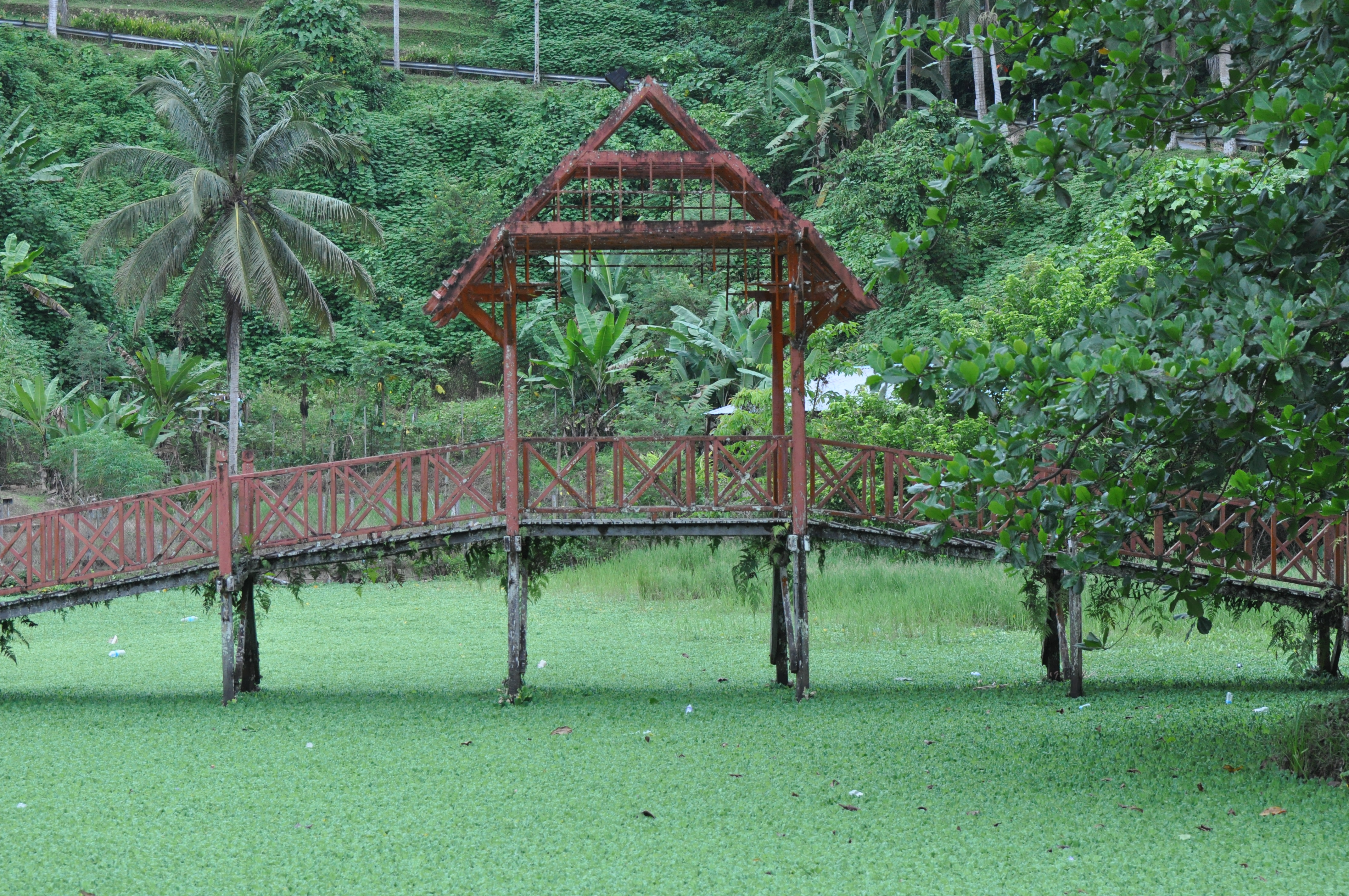
Mare envahie par les plantes aquatiques.
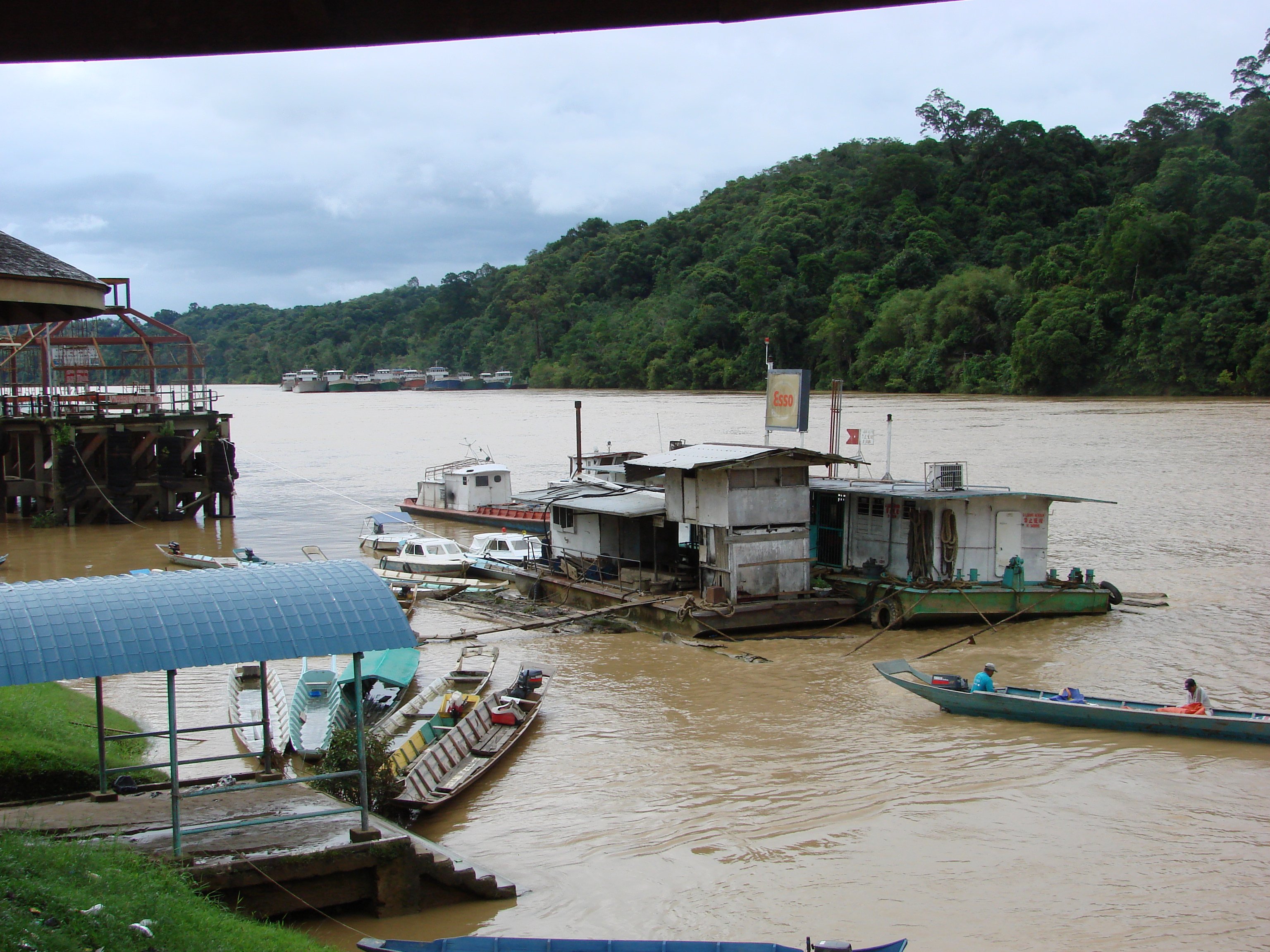
Station essence Esso sur le fleuve Rajang à Kapit.
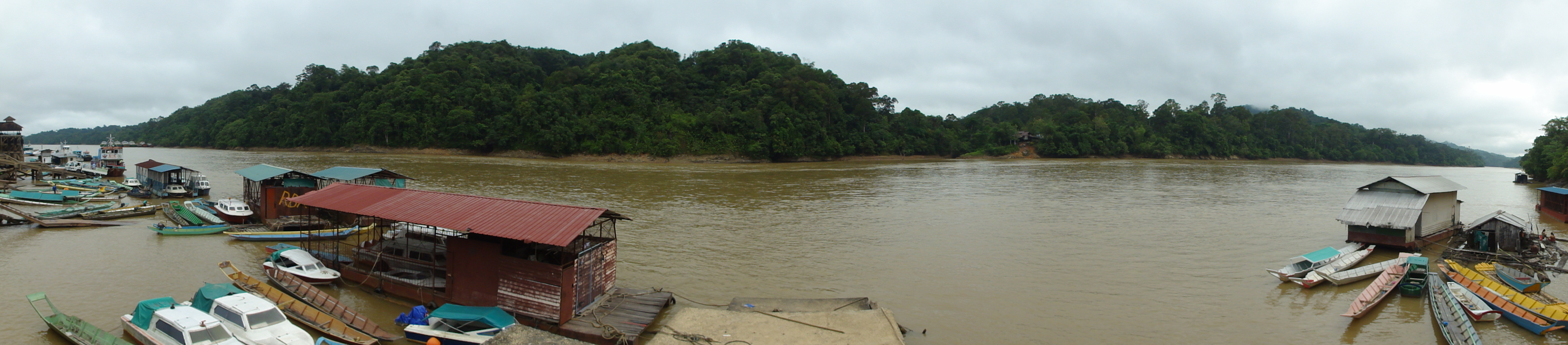
Vue des quais.
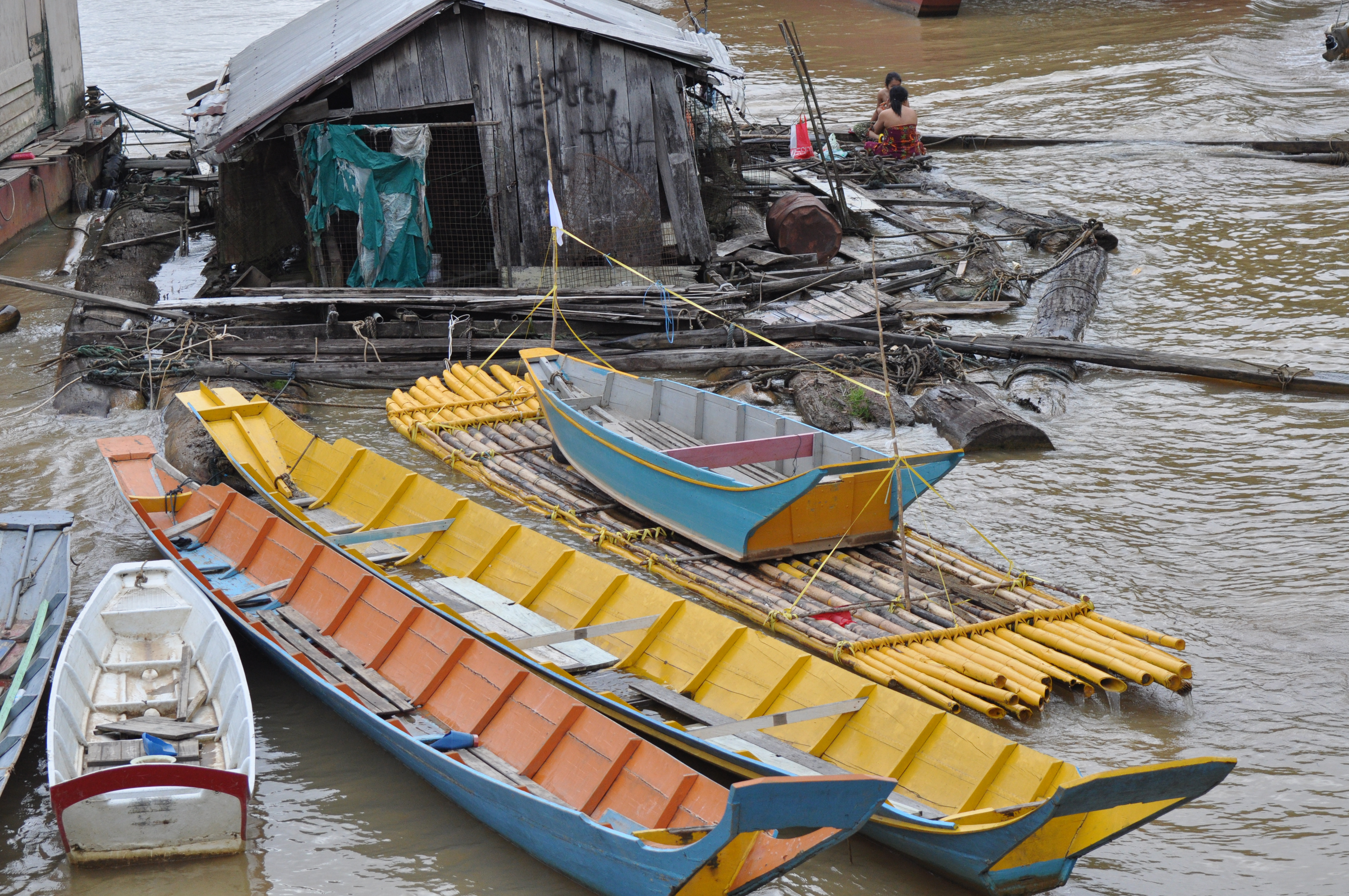
Maison flottante amarrée aux quais.